# Acherosoma pretneri
Acherosoma pretneri är en mångfotingart som beskrevs av Pius Strasser 1940. Acherosoma pretneri ingår i släktet Acherosoma och familjen Haasiidae. Inga underarter finns listade i Catalogue of Life.